# Цифровий корінь
Цифровий корінь (або повторювана цифрова сума) натурального числа в даній числовій основі — це (одноцифрове) значення, отримане за допомогою ітераційного процесу додавання цифр, на кожній ітерації використовуючи результат попередньої ітерації для обчислення суми цифр. Цей процес триває до тих пір, поки не буде досягнуто одноцифрове число.
Наприклад, цифровим коренем із 65,536 є 7, так як 6 + 5 + 5 + 3 + 6 = 25 і 2 + 5 = 7.
В модульній арифметиці цифрові корені обчислюються за допомогою конгруенції, аніж шляхом складання всіх цифр. Ця процедура може заощадити час в разі дуже великих чисел.
Цифрові корені можуть використовуватись як контрольна сума, щоб перевірити, чи правильно була підрахована сума. Якщо так, то цифровий корінь суми заданих чисел буде дорівнювати цифровому кореню суми цифрових коренів заданих чисел. Під час цієї перевірки, яка включає в себе тільки однозначні числа, можна допустити багато помилок у розрахунках.
Кількість повторювань додавань цифр при знаходженні цифрової суми називається адитивною сталою ряду; в наведеному вище прикладі адитивна стала із 65,536 = 2.

## Формальне визначення
Нехай {\displaystyle n} — натуральне число. Для основи {\displaystyle b>1}, визначимо суму цифр {\displaystyle F_{b}:\mathbb {N} \rightarrow \mathbb {N} } таким чином:
{\displaystyle F_{b}(n)=\sum _{i=0}^{k-1}d_{i}}
де {\displaystyle k=\lfloor \log _{b}{n}\rfloor +1} - кількість цифр числа в основі {\displaystyle b}, і
{\displaystyle d_{i}={\frac {n{\bmod {b^{i+1}}}-n{\bmod {b}}^{i}}{b^{i}}}}— значення кожної цифри числа.
Натуральне число {\displaystyle n} може бути цифровим коренем, якщо воно є нерухомою точкою для {\displaystyle F_{b}}, яка виникає, якщо {\displaystyle F_{b}(n)=n}.
Усі натуральні числа {\displaystyle n} є періодичними точками для {\displaystyle F_{b}}, незалежно від бази. Це тому, що якщо {\displaystyle n\geq b}, то
{\displaystyle n=\sum _{i=0}^{k-1}d_{i}b^{i}}
і тому
{\displaystyle F_{b}(n)=\sum _{i=0}^{k-1}d_{i}<\sum _{i=0}^{k-1}d_{i}b^{i}=n}
тому що {\displaystyle b>1}, тоді тривіально
{\displaystyle F_{b}(n)=n}
Тому єдиними можливими цифровими коренями є натуральні числа {\displaystyle 0\leq n<b}, і немає ніяких циклів, крім фіксованих точок {\displaystyle 0\leq n<b}.

### Приклад
У дванадцятковій системі числення, 8 — це мультиплікативний цифровий корінь 3110, як для  {\displaystyle n=3110}
{\displaystyle d_{0}={\frac {3110{\bmod {12^{0+1}}}-3110{\bmod {1}}2^{0}}{12^{0}}}={\frac {3110{\bmod {12}}-3110{\bmod {1}}}{1}}={\frac {2-0}{1}}={\frac {2}{1}}=2}
{\displaystyle d_{1}={\frac {3110{\bmod {12^{1+1}}}-3110{\bmod {1}}2^{1}}{12^{1}}}={\frac {3110{\bmod {144}}-3110{\bmod {1}}2}{12}}={\frac {86-2}{12}}={\frac {84}{12}}=7}
{\displaystyle d_{2}={\frac {3110{\bmod {12^{2+1}}}-3110{\bmod {1}}2^{2}}{12^{2}}}={\frac {3110{\bmod {1728}}-3110{\bmod {1}}44}{144}}={\frac {1382-86}{144}}={\frac {1296}{144}}=9}
{\displaystyle d_{3}={\frac {3110{\bmod {12^{3+1}}}-3110{\bmod {1}}2^{3}}{12^{3}}}={\frac {3110{\bmod {20736}}-3110{\bmod {1}}728}{1728}}={\frac {3110-1382}{1728}}={\frac {1728}{1728}}=1}
{\displaystyle F_{12}(3110)=\sum _{i=0}^{4-1}d_{i}=2+7+9+1=19}
Тепер для {\displaystyle F_{12}(3110)=19}
{\displaystyle d_{0}={\frac {19{\bmod {12^{0+1}}}-19{\bmod {1}}2^{0}}{12^{0}}}={\frac {19{\bmod {12}}-19{\bmod {1}}}{1}}={\frac {7-0}{1}}={\frac {7}{1}}=7}
{\displaystyle d_{1}={\frac {19{\bmod {12^{1+1}}}-19{\bmod {1}}2^{1}}{12^{1}}}={\frac {19{\bmod {144}}-19{\bmod {1}}2}{12}}={\frac {19-7}{12}}={\frac {12}{12}}=1}
{\displaystyle F_{12}(19)=\sum _{i=0}^{2-1}d_{i}=1+7=8}
Оскільки 8 — це одноцифрове число в дванадцятковій системі числення,
{\displaystyle F_{12}(8)=8}

## Прямі формули
Ми можемо визначити корінь цифри безпосередньо для основи {\displaystyle b>1} {\displaystyle \operatorname {dr} _{b}:\mathbb {N} \rightarrow \mathbb {N} } такими методами:

### Формула конгруенції
Формула в основі {\displaystyle b} є:
{\displaystyle \operatorname {dr} _{b}(n)={\begin{cases}0&{\mbox{if}}\ n=0,\\b-1&{\mbox{if}}\ n\neq 0,\ n\ \equiv 0{\bmod {b-1}},\\n\ {\rm {mod}}\ (b-1)&{\mbox{if}}\ n\not \equiv 0{\bmod {b-1}}\end{cases}}}
або,
{\displaystyle \operatorname {dr} _{b}(n)={\begin{cases}0&{\mbox{if}}\ n=0,\\1\ +\ ((n-1)\ {\rm {mod}}\ (b-1))&{\mbox{if}}\ n\neq 0.\end{cases}}}
У десятковій системі числення відповідна послідовність є послідовність A010888 з Онлайн енциклопедії послідовностей цілих чисел, OEIS.
Цифровим коренем є значення модуля {\displaystyle b-1} тому, що {\displaystyle b\equiv 1{\bmod {b-1}},} і таким чином {\displaystyle b^{k}\equiv 1^{k}\equiv 1{\bmod {b-1}},} так що незалежно від положення, значення {\displaystyle n{\bmod {b}}-1} те саме, що і {\displaystyle ab^{2}\equiv ab\equiv a{\bmod {b-1}}} – тому цифри можуть бути змістовно додані. Конкретно, для трицифрового числа {\displaystyle n=a_{1}b^{2}+a_{2}b^{1}+a_{3}b^{0}}
{\displaystyle \operatorname {dr} _{b}(n)\equiv a_{1}b^{2}+a_{2}b^{1}+a_{3}b^{0}\equiv a_{1}(1)+a_{2}(1)+a_{3}(1)\equiv (a_{1}+a_{2}+a_{3}){\bmod {b-1}}}.
Для отримання модульного значення відносно інших чисел {\displaystyle n}, можна взяти зважені суми, де вага на {\displaystyle k}-й цифрі відповідає значенню {\displaystyle b^{k}} по модулю {\displaystyle n}. У десятковій системі числення, це є найпростіші 2, 5 і 10, де вищі цифри зникають (оскільки 2 і 5 ділить 10), що відповідає знайомому факту, що поділяється десяткове число відносно 2, 5 і 10 можна перевірити останньою цифрою (парні числа закінчуються на 0, 2, 4, 6 або 8).
Також слід зазначити, що модуль {\displaystyle n=b+1}: оскільки {\displaystyle b\equiv -1{\bmod {b+1}},} і таким чином {\displaystyle b^{2}\equiv (-1)^{2}\equiv 1{\pmod {b+1}},} отримання чергування суми цифр дає значення модуля {\displaystyle b+1}.

### Використання функції підлоги
Це допомагає бачити цифровий корінь додатного цілого числа, як положення, яке він займає відносно найбільшого кратного {\displaystyle b-1} менше, ніж саме число. Наприклад, у системі числення з основою 6 цифровий корінь 11 дорівнює 2, що означає, що 11 – друге число після {\displaystyle 6-1=5}. Так само у десятковій системі числення, цифровий корінь 2035 року дорівнює 1, це означає, що {\displaystyle 2035-1=2034|9}. Якщо число створює цифровий корінь точно {\displaystyle b-1}, то число є кратним {\displaystyle b-1}.
Зважаючи на це, цифровий корінь додатного цілого числа {\displaystyle n} може бути визначений за допомогою функції підлоги {\displaystyle \lfloor x\rfloor }, як
{\displaystyle \operatorname {dr} _{b}(n)=n-(b-1)\left\lfloor {\frac {n-1}{b-1}}\right\rfloor .}

### Властивості
- Цифровий корінь {\displaystyle a_{1}+a_{2}} в основі {\displaystyle b} — цифровий корінь суми цифрового кореня {\displaystyle a_{1}} і цифрового кореня {\displaystyle a_{2}}. Цю властивість можна використовувати як своєрідну контрольну суму, щоб перевірити, чи правильно знайдена сума.

{\displaystyle \operatorname {dr} _{b}(a_{1}+a_{2})=\operatorname {dr} _{b}(\operatorname {dr} _{b}(a_{1})+\operatorname {dr} _{b}(a_{2})).}
- Цифровий корінь {\displaystyle a_{1}-a_{2}} в основіі {\displaystyle b} відповідає різниці цифрового кореня {\displaystyle a_{1}} і цифрового кореня {\displaystyle a_{2}} по модулю {\displaystyle b-1}.

{\displaystyle \operatorname {dr} _{b}(a_{1}-a_{2})\equiv (\operatorname {dr} _{b}(a_{1})-\operatorname {dr} _{b}(a_{2})){\bmod {b-1}}.}
- Цифровий корінь {\displaystyle -n} в основі {\displaystyle b} виглядає наступним чином:

{\displaystyle \operatorname {dr} _{b}(-n)\equiv -\operatorname {dr} _{b}(n){\bmod {b-1}}.}
- Цифровий корінь добутку ненульових одноцифрових чисел {\displaystyle a_{1}\cdot a_{2}} в основі {\displaystyle b} задається Ведичним квадратом[en] в основі {\displaystyle b}.
- Цифровий корінь {\displaystyle a_{1}\cdot a_{2}} в основі {\displaystyle b} цифровий корінь добутку цифрового кореня {\displaystyle a_{1}}та цифрового кореня {\displaystyle b_{2}}.

{\displaystyle \operatorname {dr} _{b}(a_{1}a_{2})=\operatorname {dr} _{b}(\operatorname {dr} _{b}(a_{1})\cdot \operatorname {dr} _{b}(a_{2})).}

## Адитивна стійкість
Адитивна стійкість підраховує, скільки разів ми повинні підсумовувати цифри, щоб отримати цифровий корінь. Наприклад, адитивна стійкість 2718 в основі 10 дорівнює 2: спочатку ми знаходимо, що 2 + 7 + 1 + 8 = 18, а потім, що  1 + 8 = 9. Не існує обмеження для додаткової стійкості числа в основі {\displaystyle b}. (доказ: Для заданного числа {\displaystyle n}, збереженість числа, що складається з {\displaystyle n} повторів цифри 1, на 1 вище, ніж у {\displaystyle n}). Найменша кількість стійкості добавки 0, 1, ... у десятковій системі числення становить:
0, 10, 19, 199, 19999999999999999999999, ... послідовність A006050 з Онлайн енциклопедії послідовностей цілих чисел, OEIS
Наступне число в послідовності (найменша кількість стійкості добавки 5) — 2 × 102×(1022 − 1)/9 − 1 (тобто 1, за яким 2222222222222222222222 9-й). Для будь-якої фіксованої основи сума цифр числа пропорційна його логарифму; отже, адитивна сталість пропорційна повторному логарифму.

## Приклад з програмування
Наведений нижче приклад реалізує суму цифр, описану у вищезазначеному визначенні, для пошуку цифрових коренів та адитивної стійкості у Python.
```
def
 
digit_sum
(
x
:
 
int
,
 
b
:
 
int
)
 
->
 
int
:

    
total
 
=
 
0

    
while
 
x
 
>
 
0
:

        
total
 
=
 
total
 
+
 
(
x
 
%
 
b
)

        
x
 
=
 
x
 
//
 
b

    
return
 
total

def
 
digital_root
(
x
:
 
int
,
 
b
:
 
int
)
 
->
 
int
:

    
seen
 
=
 
[]

    
while
 
x
 
not
 
in
 
seen
:

        
seen
.
append
(
x
)

        
x
 
=
 
digit_sum
(
x
,
 
b
)

    
return
 
x

def
 
additive_persistence
(
x
:
 
int
,
 
b
:
 
int
)
 
->
 
int
:

    
seen
 
=
 
[]

    
while
 
x
 
not
 
in
 
seen
:

        
seen
.
append
(
x
)

        
x
 
=
 
digit_sum
(
x
,
 
b
)

    
return
 
len
(
seen
)
 
-
 
1

```

## Абстрактне множення цифрових коренів
У таблиці нижче наведені цифрові корені, отримані з таблиці множення в десятковій системі числення.
| dr | 1 | 2 | 3 | 4 | 5 | 6 | 7 | 8 | 9 |
| -- | - | - | - | - | - | - | - | - | - |
| 1  | 1 | 2 | 3 | 4 | 5 | 6 | 7 | 8 | 9 |
| 2  | 2 | 4 | 6 | 8 | 1 | 3 | 5 | 7 | 9 |
| 3  | 3 | 6 | 9 | 3 | 6 | 9 | 3 | 6 | 9 |
| 4  | 4 | 8 | 3 | 7 | 2 | 6 | 1 | 5 | 9 |
| 5  | 5 | 1 | 6 | 2 | 7 | 3 | 8 | 4 | 9 |
| 6  | 6 | 3 | 9 | 6 | 3 | 9 | 6 | 3 | 9 |
| 7  | 7 | 5 | 3 | 1 | 8 | 6 | 4 | 2 | 9 |
| 8  | 8 | 7 | 6 | 5 | 4 | 3 | 2 | 1 | 9 |
| 9  | 9 | 9 | 9 | 9 | 9 | 9 | 9 | 9 | 9 |

У таблиці можна побачити ряд цікавих візерунків і симетрій. Загалом, таблиця відома як Ведичний квадрат.

## У популярній культурі
Цифрові корені використовують в Західній нумерології та, вважають, що деякі числа (наприклад, 11 і 22), які мають окультне значення, не завжди повністю зводяться до однієї цифри.
Цифрові коріні складають важливу механіку у візуальному романі пригодницької гри «Дев'ять годин», «Дев’ять осіб», «Дев’ять дверей».

## Властивості цифрових коренів
Цифровий корінь числа може бути нулем тоді і тільки тоді, коли саме число — нуль.
{\displaystyle dr(n)=0\Leftrightarrow n=0}
Цифровий корінь числа є додатним цілим числом тоді і тільки тоді, коли саме число є додатним цілим числом.
{\displaystyle dr(n)>0\Leftrightarrow n>0}
Цифровий корінь із {\displaystyle n} — саме {\displaystyle n} тоді і тільки тоді, коли {\displaystyle n} — одноцифрове число.
{\displaystyle dr(n)=\Leftrightarrow n\in {(0,1,2,3,4,5,6,7,8,9)}}
Цифровий корінь із {\displaystyle n} — менший самого {\displaystyle n} тоді і тільки тоді, коли число більше або дорівнює 10.
{\displaystyle dr(n)<n\Leftrightarrow n\geq 10}
Цифровим коренем із {\displaystyle a+b} є цифровий корінь суми цифрового кореня a та цифрового кореня b.
{\displaystyle dr(a+b)\equiv dr(a)+dr(b)}
Цифровий корінь із {\displaystyle a} — b можна порівняти з різницею цифрового кореня a від цифрового кореня b за модулем 9.
{\displaystyle dr(a-b)\equiv dr(a)-dr(b)\ (mod9)}
Зокрема, ми можемо визначити цифровий корінь з мінус n наступним чином:
{\displaystyle dr(-n)\equiv -dr(n)\ (mod9)}
Цифровим коренем із {\displaystyle a*b} є цифровий корінь добутку цифрового кореня a та цифрового кореня b.
{\displaystyle dr(a*b)=dr(dr(a)*dr(b))}
- Цифровим коренем ненульового числа є 9 тоді і тільки тоді, коли число саме по собі є кратним 9.

{\displaystyle dr(n)=9\Leftrightarrow n=9m\ for\ m=1,2,3,...}
- Цифровий корінь ненульового числа кратний 3 тоді і тільки тоді, коли число саме по собі кратне 3.

{\displaystyle dr(n)=3\Leftrightarrow n=9m+3\ for\ m=0,1,2,...}
{\displaystyle dr(n)=6\Leftrightarrow n=9m+6\ for\ m=0,1,2,...}
{\displaystyle dr(n)=9\Leftrightarrow n=9m\ for\ m=1,2,3,...}
- Цифровий корінь факторіала ≥ 6! є 9.

{\displaystyle dr(n!)=9\Leftrightarrow n\geq 6}
- Цифровий корінь квадратного числа дорівнює 1, 4, 7 або 9. Цифрові корені квадратних чисел прогресують у послідовності 1, 4, 9, 7, 7, 9, 4, 1, 9.

- Цифровий корінь досконалого куба дорівнює 1, 8 або 9, і цифрові корені досконалих кубів прогресують у той самій послідовності.

- Цифровий корінь простого числа (за винятком 3) дорівнює 1, 2, 4, 5, 7, або 8.

- Цифровий корінь степеня 2 дорівнює 1, 2, 4, 5, 7 або 8. Цифрові корені в степенів 2 прогресують у послідовності 1, 2, 4, 8, 7, 5. Це стосується навіть від'ємних степенів 2; наприклад, 2 в степені 0 дорівнює 1; 2 в степені -1 (мінус один) становить 0,5, з цифровим коренем 5; 2 в степені -2 .25, з цифровим коренем 7; і так далі, до нескінченності в обох напрямках. Це відбувається тому, що від'ємні степені 2 мають такі ж цифри (після видалення початкових нулів) як і відповідні додатні числа в 5 степені, де цифрові корені прогресують у послідовності 1, 5, 7, 8, 4, 2.

- Цифровий корінь степеня 5 — 1, 2, 4, 5, 7 або 8. Цифрові корені степенів 5 прогресують у послідовності 1, 5, 7, 8, 4, 2. Це стосується навіть від'ємних степенів 5; наприклад, 5 в степені 0 дорівнює 1; 5 в степені -1 (мінус один) становить 0,2, з цифровим коренем 2; 5 у степені -2 є 0,4, з цифровим коренем 4; і так далі, до нескінченності у обох напрямках. Це відбувається тому, що від'ємні степені 5 мають одні й ті ж цифри (після видалення початкових нулів) як і відповідні додатні степені 2, де цифрові корені прогресують у послідовності 1, 2, 4, 8, 7, 5.

- Цифрові корені степеневих чисел прогресують в послідовності (переважно при додатних степенях, хоча є винятки, коли прогресія також може мати місце при від'ємних степенях), і це відбувається через одну з раніше наведених властивостей. Оскільки цифровий корінь a * b рівносильний цифровому кореню a і цифровому кореню b за модулем 9, то аналогічно чинять з цифровим коренем a. Так, наприклад, як показано вище, степінь 2 буде відповідати послідовності 1, 2, 4, 8, 7, 5; Степінь 47 (цифровий корінь якого 2) також буде слідувати цій послідовності. Сама послідовність слідує цьому правилу і може бути застосована до будь-якого числа.

{\displaystyle dr(a^{n})\equiv dr^{n}(a){(mod9)}}
- Цифровим коренем парного досконалого числа (крім 6) є 1.

- Цифровим коренем центрованої гексаграми, або зіркових чисел є 1 або 4. Цифрові корені зіркових чисел мають послідовність 1, 4, 1.

- Цифровий корінь центрованого шестикутного числа дорівнює 1 або 7, їх цифрові корені розвиваються в послідовності 1, 7, 1.

- Цифровий корінь трикутного числа дорівнює 1, 3, 6 або 9. Цифрові корені трикутних чисел мають послідовність 1, 3, 6, 1, 6, 3, 1, 9, 9, яка має вигляд паліндрома після перших восьми значень.

- Цифровий корінь послідовності Фібоначчі має повторюваний характер 1, 1, 2, 3, 5, 8, 4, 3, 7, 1, 8, 9, 8, 8, 7, 6, 4, 1, 5, 6 , 2, 8, 1, 9

- Цифровий корінь чисел Люка має повторюваний характер 2, 1, 3, 4, 7, 2, 9, 2, 2, 4, 6, 1, 7, 8, 6, 5, 2, 7, 9, 7 , 7, 5, 3, 8.

- Цифровий корінь з добутку чисел-близнюків, крім 3 і 5, дорівнює 8. Цифровий корінь з 3 і 5 (чисел-близнюків) дорівнює 6.

## Інші системи числення
Ця стаття про цифровий корінь в десятковій системі числення або з основою 10, тобто, про число за модулем 9. Нічого не зміниться, якщо число конвертувати до основи 9, і потім взяти тільки останню цифру. В інших системах цифровий корінь — це число за модулем (основа – 1), тому в дванадцятковій системі числення цифровий корінь числа є числом за модулем 11; наприклад, 1972 це 1 + 9 + 7 + 2 = 19 = 17, а це 1 + 7 = 8, в той час як у десятковій системі цифровий корінь цього ж числа (3110) дорівнює 5; і в шістнадцятковій системі цифровий корінь числа є число за модулем 15 (0xF); наприклад, 0x7DF становить 7 + 13 + 15 = 35 = 0x23, в результаті 2 + 3 = 5, в той час як в десятковій системі те ж саме число (2015) має цифровий корінь 8.